# Yang Chuan-Kwang
Yang Chuan-Kwang (Taiwán, 10 de julio de 1933-27 de enero de 2007) fue un atleta taiwanés, especializado en la prueba de decatlón en la que llegó a ser subcampeón olímpico en 1960.

## Carrera deportiva
En los JJ. OO. de Roma 1960 ganó la medalla de plata en el competición de decatlón, con una puntuación de 8334 puntos, siendo superado por el estadounidense Rafer Johnson que con 8392 puntos batió el récord olímpico, y por delante del soviético Vasili Kuznetsov (bronce).